# Serrat de la Font Vella
El Serrat de la Font Vella és una serra situada als municipis de Lladurs i Odèn (Solsonès), amb una elevació màxima de 1.014,2 metres.